# Karkar (langue)
Pour les articles homonymes, voir Karkar (homonymie).
Le karkar (ou karkar-yuri, yuri) est une langue papoue parlée en Papouasie-Nouvelle-Guinée dans la province de Sandaun.

## Classification
Le karkar est un des membres de la famille des langues pauwasi, une des familles de langues papoues.
La langue, parlée en Papouasie-Nouvelle-Guinée, a longtemps été considérée comme un isolat linguistique, jusqu'à ce que Timothy Usher, en étudiant des listes de vocabulaire des langues parlées de l'autre côté de la frontière, en Indonésie, réalise que le karkar est clairement apparenté aux langues pauwasi de l'Est. Il pourrait même former un continuum dialectal avec l'emumu.

## Écriture
| a  | á | ae | ao  | e | é  | i   | ɨ  | o | ou | u | f | fw | k | kw | m |
| mw | m | mp | mpw | n | nk | nkw | nt | p | pw | r | s | t  | w | y  |   |

## Sources
- (en) Harald Hammarström, « The status of the least documented language families in the world », Language Documentation and Conservation, vol. 4,‎ 2010, p. 177-212 (lire en ligne)
- (en) SIL, Karkar Yuri organised phonology data, 2004 (lire en ligne)